# Lunag Ri
Der Lunag Ri ist ein Berg im Himalaya in der Gebirgsgruppe Rolwaling Himal.
Der 6907 m hohe Lunag Ri liegt im Himalaya-Hauptkamm an der Grenze zwischen Nepal und Tibet, 11,7 km westsüdwestlich vom Cho Oyu (8188 m). Der Jobo Rinjang (6778 m) bildet einen südöstlichen Nebengipfel des Lunag Ri.
An der Südflanke des Lunag Ri verläuft der Lunaggletscher. Im Osten strömt der Nangpagletscher. Am Nordhang liegt das Nährgebiet des Shalonggletschers.

## Besteigungen
Der Lunag Ri wurde am 25. Oktober 2018 durch den österreichischen Alpinisten und Kletterer David Lama im Alleingang erstbestiegen.
Lama und der US-Amerikaner Conrad Anker scheiterten zuvor im November 2015 sowie nochmals im Herbst 2016, nachdem Anker beim Aufstieg einen Herzinfarkt erlitten hatte. Einen ersten Solo-Versuch kurz danach brach Lama auf 6700 Metern, der bis dahin größten an diesem Berg erreichten Höhe, ab.